# Léo Lev
Léo Lev est un militant communiste juif, en Pologne puis en Palestine sous mandat britannique.

## Biographie
Il est né à Ostrówiec, en Pologne, près de Radom. Il apprend le métier de menuisier. Il adhère aux Jeunesses communistes.
Dans le début des années 1920, il part en Palestine mandataire rejoindre son frère dans une ferme collective, une « kvoutsa » (ancêtre du kibboutz), près d'Afoula. Dans cette région, des affrontements sanglants se produisent entre les colons juifs et les métayers arabes, dépossédés de leurs terres par les rachats massifs par les institutions sionistes. Les fellahs expulsés résistent vivement ; la police britannique intervient en soutien aux sionistes et un Arabe est tué. Pour Léo Lev et son frère, cette situation est insupportable : « Je ne resterai pas ici si l'on verse le sang arabe ! ».
Il s'installe alors à Tel Aviv en 1924, et milite au Parti communiste palestinien (PKP). Dans les années 1920, sous l'influence de Moscou, le PKP prend une orientation assez antisioniste, et s'ouvre largement aux Arabes palestiniens d'extrême-gauche. Cette arabisation provoque de vives discussions internes et Léo Lev, responsable de la section de Tel Aviv, est exclu en 1936 pour l'avoir critiquée.
Il rejoint la France, puis s'engage dans les Brigades internationales : il participe à la bataille de Madrid et combat à Malaga, en 1937. Blessé, il rentre en France et est interné au camp de Gurs, puis au Vernet, enfin en Algérie, à Djelfa.
En 1943, après le débarquement allié en Afrique du Nord, il est libéré et rejoint l'URSS ; il s'engage dans l'armée du gouvernement polonais pro-soviétique de Wanda Wasilewska, au sein de l'Armée rouge. Il s'installe en Pologne à la fin de la guerre.
En 1957, il revient en Israël et y reprend ses activités de menuisier.